# Olympique de Paris
Olympique de Paris a fost un club de fotbal din capitala Franței, Paris.